# 凱普哈特 (印地安納州)
凱普哈特（英語：Capehart）是位於美國印地安納州戴維斯縣的一個非建制地區。該地的面積和人口皆未知。

## 地理
凱普哈特的座標為38°44′44″N 87°11′39″W / 38.74556°N 87.19417°W，而該地的平均海拔高度為138米（即453英尺）。